# 使徒時代

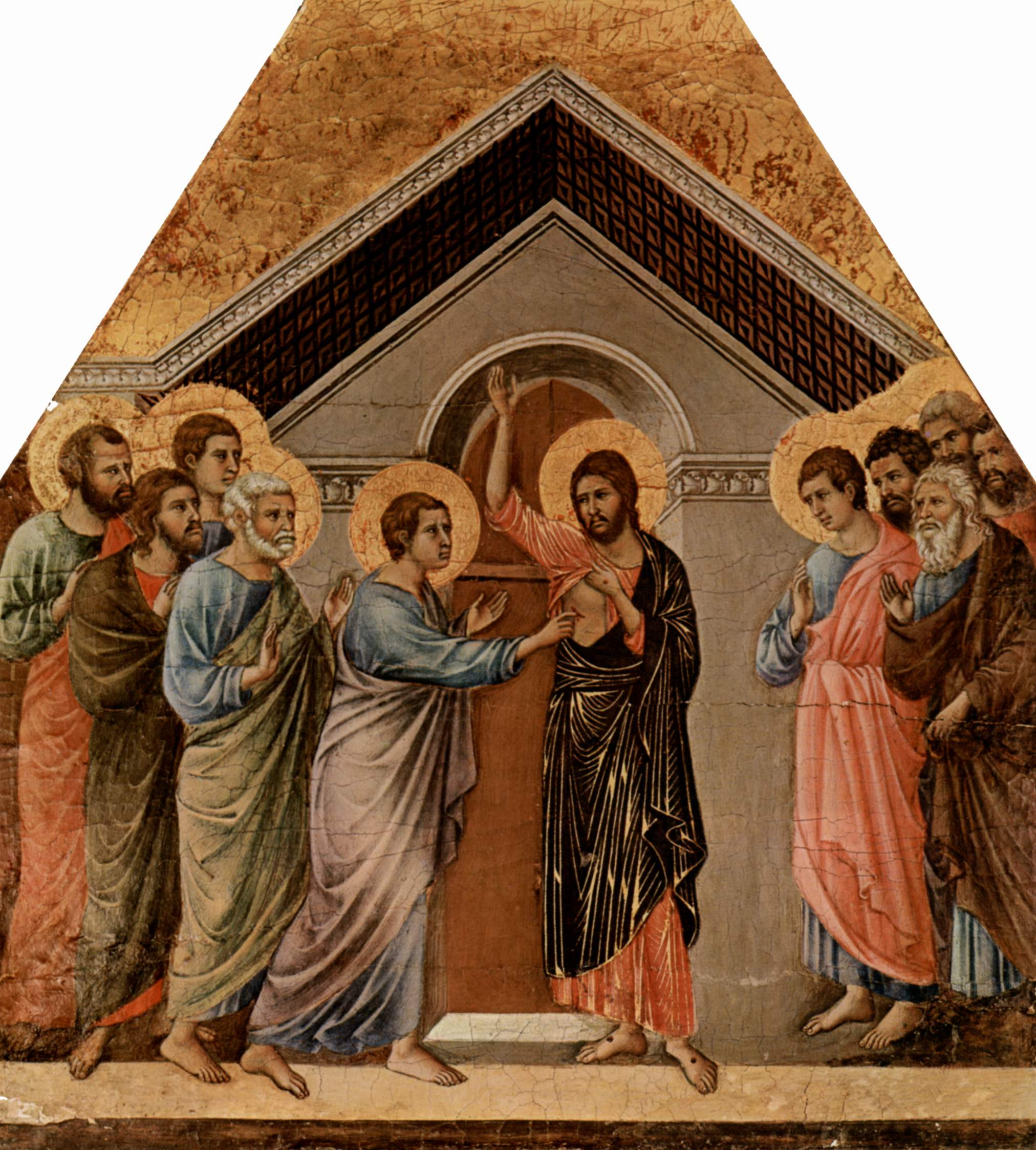
一幅描绘耶稣复活后重新出现和他的使徒图画。

在基督教歷史中，使徒時代（英語：Apostolic Age），又稱使徒時期，傳統上指十二使徒在耶穌復活顯現，接受大使命，開始向外傳教之後，一直到最後一個使徒死亡的這段時期，時間約從西元33年一直到約100年之間。這是基督教發展的最初期階段，12使徒由耶路撒冷教會出發，在小亞細亞建立了安提阿教會，之後向整個地中海世界傳播基督教義。許多基督教會的傳統都被追溯到這個時期，但是這個時期存留的文獻資料不多，主要集中在《使徒行傳》；但《使徒行傳》中的部份記載被考證及質疑可能有問題，使得這段時期的真實歷史仍然存在許多爭議。